# لمحات اجتماعية من تاريخ العراق الحديث
كتاب  لمحات اجتماعية من تاريخ العراق الحديث  من عدة أجزاء للباحث الاجتماعي العراقي الدكتور علي الوردي.
- الجزء الأول - من بداية العهد العثماني حتى منتصف القرن التاسع عشر
- الجزء الثاني - من سنة 1831 إلى سنة 1872
- الجزء الثالث - من عام 1876 إلى عام 1914
- الجزء الرابع - من عام 1914 إلى عالم 1918
- الجزء الخامس - حول ثورة العشرين (ق1)
- الجزء الخامس - حول ثورة العشرين (ق2)
- الجزء السادس - من عام 1920 إلى عالم 1924

## الجزء الأول
اقتصر الدكتور علي الوردي في هذا الجزء من كتابه على دراسة الأحداث التاريخية التي وقعت في العراق منذ بداية العهد العثماني وهو كان يرى أن دراسة العهد العثماني هي أشد الدراسات علاقة بواقع مجتمعنا العراقي، حيث يقول في هذا الجزء من كتابه: ”نحن لا نزال نعيش في تراث العهد العثماني ولا يزال الكثيرون منا يفكرون على نمط ما كانوا يفكرون عليه في ذلك العهد، وقد أدركت في صباي أناساً يحنون إليه ويترنمون بأمجاده ويتمنون أن يعود إليهم“.

## الجزء الثاني
وهذا الكتاب تكملة للجزء الأول من هذه السلسلة من الكتب ويتناول هذا الجزء تاريخ العراق ما بين عامي 1831 إلى عام 1872 أي في الفترة الممتدة من سقوط حكم مماليك العراق إلى نهاية فترة الوالي مدحت باشا. يضم هذا الجزء من الكتاب من سبع فصول وملحقين تابعين له.

### فصول الكتاب
1. من تاريخ الدولة العثمانية (أحداث مصر والشام).
2. من تاريخ الدولة العثمانية (الصراع بين القديم والجديد).
3. ولاية علي رضا باشا.
4. ولاية نجيب باشا.
5. قرة العين.
6. عشرون سنة.
7. ولاية مدحت باشا.

### الملاحق
1. المجتمع المصري أثناء الاحتلال الفرنسي.
2. حول طبيعة الإنسان.

## الجزء الثالث
يتناول هذا الجزء تاريخ العراق ما بين عامي 1876 م إلى عام 1914 أي منذ تولي السلطان العثماني عبد الحميد الثاني الحكم إلى قبيل قيام الحرب العالمية الأولى. في خلال هذه الفترة والتي أمدها ثمانية وثلاثون عاما تعرض العراق لتيار الأفكار والمخترعات والنظم الأوربية الحديثة مما أدى إلى حدوث تغيرات ملحوظة في المجتمع العراقي آنذاك. ويحتوي الكتاب من ثمانية فصول وملحقين تابعين له.

### فصول الكتاب
1. السلطان عبد الحميد.
2. أحداث العراق في العهد الحميدي.
3. المرزا محمد حسن الشيرازي ونظام الاجتهاد الشيعي.
4. المشروطية الإيرانية واثرها في العراق.
5. المشروطية التركية وأحداث عهد الدستور.
6. أحداث العراق في عهد الدستور.
7. حركة الوعي العربي وأثرها في العراق.
8. بواكير الحضارة الحديثة في العراق.

### الملاحق
1. السيد جمال الدين الأفغاني.
2. ماهي الماسونية.

## الجزء الرابع
يتناول هذا الجزء تاريخ العراق أبان الحرب العالمية الأولى أي الفترة الزمنية الممتدة ما بين عامي 1914 م إلى عام 1918 بدأ باحتلال مدينة البصرة في أواخر عام 1914 مرورا باحتلال مدينة بغداد في 11 أذار من سنة 1917 إلى أن قام البريطانيون بمخالفة الهدنة المعقودة مع العثمانيين واحتلال ولاية الموصل في سنة 1918 .

### فصول الكتاب
1. المقدمة
2. الدولة العثمانية في الحرب
3. جبهات الحرب
4. أحوال العراق أثناء الحرب نظرة عامة
5. بواكير الحرب في البصرة
6. حركة الجهاد
7. تتابع الانتصارات الإنجليزية
8. العصيان في الفرات الأوسط
9. معركة سلمان باك والعلم الحيدري الشريف
10. حصار الكوت
11. فترة الغرور
12. سقوط بغداد
13. عهد السقوط
14. المعارك الأخيرة
15. خاتمة (عبرة التاريخ)

## الجزء الخامس (المجلد الأول)
يتناول هذا الجزء اسباب قيام ونشوء ثورة العشرين في العراق ودورالموجهين فيها والعوامل التي اثرت فيها وكذلك يتناول هذا الجزء الاحداث التي صاحبت قيام ثورة العشرين في بعض مناطق العراق .

### فصول الكتاب
1. المقدمة
2. حول تعليل الثورة
3. من اسباب الثورة
4. دور الموجهين
5. دعايات من الخارج
6. ثلاث شخصيات
7. الاستفتاء
8. نشأة الحركة الوطنية في بغداد
9. نشأة الحركة الوطنية في كربلاء
10. الفرات الأوسط وفكرة الثورة المسلحة
11. أحداث دير الزور
12. واقعة تلعفر
13. أحداث رمضان في بغداد
14. نشاط ابن الشيرازي ونفيه
15. انطلاق شرارة الثورة
16. محاولات ومكايدات
17. إنتشار الثورة في الفرات الأوسط
18. عشائر بني حجيم تواصل القتال
19. أحداث كربلاء في عهد الثورة
20. أحداث النجف في عهد الثورة
21. أحداث الكوفة في عهد الثورة
22. ويلسون يعرض الصلح
23. بين عوامل لإنتشار والإمهيار

## الجزء الخامس (المجلد الثاني)
يعد هذا الجزء من الكتاب مكملا للجزء السابق حيث يستعرض احداث ثورة العشرين في مناطق متفرقة في العراق وكذلك يستعرض هذا الجزء من الكتاب كيفية انتهاء ثورة العشرين وما الذي حل بقادة الثورة بعد انتهائها وكما يضم هذا الجزء عدة ملاحق .

### فصول الكتاب
1. طالب النقيب في بغداد
2. الثورة في ديالى
3. الثورة في المناطق الكردية
4. ثورة زوبع
5. الثورة في المنتفق
6. أحداث متفرقة
7. نهاية الثورة
8. إستفحال البداوة في الفرات لأعلى
9. مصائر رجال الثورة
10. من ذيول الثورة
11. خاتمة (رأي للمناقشة حول ثورة العشرين)

### الملاحق
1. ثورة النجف
2. كوتلوف وثورة العشرين
3. مناقشة الماركسية
4. مناقشة الماركسية (حول المادية)
5. مناقشة الماركسية (حول الدين)
6. مناقشة الماركسية (حول الموضوعية)

## الجزء السادس (المجلد الأول)
يتناول هذا الجزء الاحداث التي مر بها العراق بعد انتهاء ثورة العشرين وتحديدا مابين عامي 1920 إلى عام 1924 و كذلك تاسيس الدولة العراقية الحديثة وانتخاب فيصل بن الحسين لكي يكون ملكا على العراق.

### فصول الكتاب
1. المقدمة
2. إنشاء الحكومة العراقية
3. طبخة ملكية
4. فيصل ملكا
5. الصراع بين كوكس وفيصل
6. نفي الشيخ مهدي الخالصي
7. الوزارة العسكرية
8. خاتمة (نمو الوعي السياسي في العراقي الحديث)

## الجزء السادس (المجلد الثاني)
يتناول هذا الجزء على الصراع الدائر مابين الحسين بن علي شريف مكة و مؤسس الدولة السعودية عبد العزيز آل سعود كما يتناول عن تاسيس المملكة الحجازية.

### فصول الكتاب
1. المقدمة
2. أشراف مكة
3. الحسين بن علي
4. الحكم الشريفي في سوريا
5. الحسين ملكا
6. عبد العزيز بن سعود
7. أيام الملك علي
8. الحسين في سنواته الأخيرة
9. ابن سعود يعاني المشاكل
10. الخاتمة (دروس في التاريخ)